# Nyctimene
Cet article possède un paronyme, voir Nyctimène.
Genre
Nyctimene est un genre de chauve-souris de la famille des Roussettes.

## Liste des espèces
Selon ITIS (20 septembre 2017) :
- Nyctimene aello (Thomas, 1900)
- Nyctimene albiventer (Gray, 1863)
- Nyctimene cephalotes (Pallas, 1767)
- Nyctimene certans K. Andersen, 1912
- Nyctimene cyclotis K. Andersen, 1910
- Nyctimene draconilla Thomas, 1915
- Nyctimene keasti Kitchener in Kitchener, Packer & Maryanto, 1993
- Nyctimene major (Dobson, 1877)
- Nyctimene malaitensis Phillips, 1968
- Nyctimene masalai Smith & Hood, 1983
- Nyctimene minutus K. Andersen, 1910
- Nyctimene rabori Heaney & Peterson, 1984
- Nyctimene robinsoni Thomas, 1904
- Nyctimene sanctacrucis Troughton, 1931
- Nyctimene vizcaccia Thomas, 1914